# Saint-Crépin (Charente-Maritime)
Saint-Crépin é uma comuna francesa na região administrativa da Nova Aquitânia, no departamento de Charente-Maritime. Estende-se por uma área de 13,94 km². Em 2010 a comuna tinha 356 habitantes (densidade: 25,5 hab./km²).